# Abstehende Ohren

Foto von Paul Gibbert, 1932 oder früher

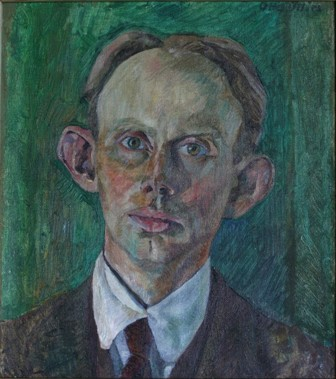
Selbstporträt von Otto Illies, um 1912

Abstehende Ohren (lateinisch Otapostasis oder Apostasis otum) liegen dann vor, wenn eine oder beide Ohrmuscheln mehr als 30° vom Kopf abstehen oder der Abstand zwischen Rand der Ohrmuschel und Kopf mehr als 20 mm beträgt. Umgangssprachlich wird meist von Segelohren gesprochen. Plastische Chirurgen sprechen teilweise von einer Dysplasie I. Grades (oder „geringgradigen Missbildung“).
Abstehende Ohren zeigen eine familiäre Häufung, der wahrscheinlich genetische Veranlagungen zugrunde liegen. Sie stellen jedoch keine Erkrankung, sondern eine anatomische Variante dar, können aber bei Hänseleien durch das soziale Umfeld Leidensdruck erzeugen und dann Krankheitswert erlangen.

## Ohranatomie
Das Ohr besteht aus einem einzigen Stück Knorpel, dieser ist mit einer dünnen Haut bedeckt (Vorderseite: 0,8 bis 1,2 mm, Rückseite: 1,2 bis 3 mm dick). Die Haut ist auf der Hinterseite nur geringfügig verschiebbar, auf der Vorderseite fest am Knorpel verwachsen. Die Hinterseite  und Vorderseite der Ohrmuschel weisen Wölbungen und Vertiefungen auf, beruhend auf der Knorpelstruktur (siehe Ohrmuschel). Sie haben auf der Ohrmuschelvorderseite die Bezeichnungen Anthelix, Scapha, Crus superius und Crus inferius der Anthelix, Trigonum triangulier, Cymba, Cavum conchae.
Merkmale einer als „ästhetisch“ bezeichneten Ohrform:
- Die Längsachse der Ohrmuschel zeigt eine Neigung von 15 bis 20° nach hinten
- Das Ohr ist vom Rand des Jochbeines um etwa 1 Ohrlänge (5,5 bis 7 cm) nach hinten positioniert
- Die Breite der Ohrmuschel macht etwa 50 bis 60 % der Länge aus
- Der Winkel zwischen der Ohrmuschel und dem  Schädel (Planum mastoideum) liegt bei 21 bis 30°.[4]
- Der Rand der Ohrmuschel (Helix) ist vom Kopf etwa 1,5 bis 2 cm entfernt
- Das Ohrläppchen und die Anthelixfalte liegen parallel
- Das Ohrläppchen schließt sich mit der Halshaut im spitzen Winkel an
- In Frontalansicht ist der Helixrand oben oft um etwa 2 bis 5 mm weiter herausprojiziert als die Anthelixfalte. Er kann aber auch mit der Anteil in der gleichen Ebene liegen oder auch hinter die Anteile rücken, wodurch er  bei Blick von vorn und  genau von der Mitte  aus  stellenweise nicht zu sehen ist.

## Messung
Die Stellung der Ohrmuschel in Relation zum Kopf kann einerseits mit dem Winkel zur Kopfebene (Planum mastoideum) angegeben werden, wobei dieser im Durchschnitt 21 bis 30° misst. Der sogenannte scapho-chonchale Winkel ist der Winkel zwischen der Concha (bestehend aus Cymba conchae und Cavum conchae) und der Scapha in der Querschnittsansicht. Dieser sollte etwa 90° betragen. Andererseits besteht die Möglichkeit, den Abstand des Ohrmuschelrandes zum Kopf zu messen. Die Durchschnittswerte liegen oben bis ≈19 mm, in der Mitte bis 20 mm und im Ohrläppchenbereich bis 16 mm. Wenn diese Werte überschritten werden, trifft laut Weerda das Merkmal „abstehende Ohren“ zu.

## Allgemeine Folgen
Abstehende Ohren haben beim Menschen keine oder höchstens sehr geringe und nicht auffällige Auswirkungen auf das Hörvermögen. Anders ist es in der Tierwelt, wo die Richtungswahrnehmung durch Lokalisation der Schallquellen überlebenswichtig ist und neben dem Hörvermögen auch die Stellung und Beweglichkeit der Ohren von großer Bedeutung ist. Die Tiere können die Ohren wirklich spitzen, was beim Menschen eher nur im übertragenen Sinne zutrifft – auch wenn beim Menschen die Reste von sieben Muskeln noch nachweisbar sind, die ursprünglich diese Funktion hatten.

## Psychische Folgen
Abstehende Ohren können aufgrund der Abweichung von der Norm zur Belastung mit psychischen Folgen werden. Die Belastung kann mit den Messergebnissen (Millimeter oder Winkelstellung) nicht unbedingt korreliert werden.
Eine wissenschaftliche Studie aus dem Jahr 1963 untersuchte 285 Personen und zeigte auf, dass durch Hänseleien und die Angst, immer wieder der Lächerlichkeit preisgegeben zu werden, sowohl die Jahre der Kindheit als auch das Erwachsenenalter belastet werden können.

## Korrektur
Zur Ohranlegung (Ohrenkorrektur, Operation abstehender Ohren, Ohrmuschelplastik, Ohrmuschelanlegeoperation)  stehen chirurgische Verfahren zur Verfügung, siehe hierzu Otopexie. Die Ohranlegeoperationen gehören zu den häufigsten kosmetischen Operationen im Kopf-Halsbereich.